# 日韓共同宣言
日韓共同宣言 21世紀に向けた新たな日韓パートナーシップ（にっかんきょうどうせんげん 21せいきにむけたあらたなにっかんパートナーシップ、朝: 21세기의 새로운 한일 파트너십 공동선언）は、1998年10月8日に日本国内閣総理大臣の小渕恵三と大韓民国大統領の金大中が、1965年の日本国と大韓民国との間の基本関係に関する条約によって国交が結ばれて以来、過去の両国の関係を総括し、現在の友好協力関係を再確認するとともに、これからあるべき日韓関係について意見を出し合い、新たな日韓パートナーシップを構築するとの共通の決意を宣言した文書。単に日韓共同宣言とも。

## 経緯・概要
1998年2月25日、金大中は大韓民国大統領に就任した。就任直後、高麗大学教授だった崔相龍（최상용）を呼び、自身の日本訪問と新しい韓日関係宣言の準備作業に取り組ませた。
同年4月2日から4日にかけて、第2回アジア欧州会合の首脳会合がロンドンで開かれた。初日の2日、橋本龍太郎首相と金大統領は会談し、両国の包括的な協力関係を初めてうたう「日韓パートナーシップ（仮称）」の策定に向けて作業を開始することで合意した。また、橋本は秋の訪日を依頼し、金はこれを快諾した。7月12日に行われた参院選で自民党は惨敗し、橋本は開票が終了する前に退陣を表明した。7月30日、小渕恵三が内閣総理大臣に就任した。
河野洋平官房長官は「河野談話」（1993年）において、慰安婦問題に関し「多数の女性の名誉と尊厳を深く傷つけた」ことを謝罪すると表明した。村山富市首相は「村山談話」（1995年）において、日本の植民地支配と侵略に関し「アジア諸国の人々に対して多大の損害と苦痛を与え」たことを謝罪すると表明した。しかし韓国側としては、謝罪の対象は依然として不明確であるとされていた。橋本の退陣後、大韓民国を明示して外交文書に謝罪と反省を表記することが決まり、金大統領と小渕首相の新しい日韓共同宣言の樹立が可能となった。準備の段階で崔相龍が最も注力したのは金大統領の日本の国会演説だったという。
1998年10月7日、金大統領夫妻は国賓として来日した。同月8日、首脳会談後、日韓両政府は共同宣言を発表した。宣言にはかかる文言が含まれた。
10月8日、金大中は参議院本会議場で約30分間、演説した。「私の生命と安全を守るために、努力を惜しまなかった日本国民と言論、日本政府のご恩は決して忘れることはできない」と述べた。また、「日本の大衆文化の韓国進出を段階的に開放する考えである」と表明した。
演説後、野中広務官房長官は「幾たびも生命の危機にさらされた激流の中を生きてこられた偉大な政治家のほとばしる言葉に、感銘を受けた」と述べ、河野洋平は「大統領とは古くからの友人だが、彼が反体制側にいた時代には簡単に会えないこともあった。苦難の時代を乗り越えて、日本の国会で満員の聴衆を前に演説された姿を拝見し、夢のような思いだ」と述べた。日本のマスコミでも高い評価を得た。
その一方で金の演説に反発する者もいた。当時衆議院議員2期目の安倍晋三は「大統領が求めた在日韓国人への地方参政権付与に疑問を感じる」「400年も前も豊臣秀吉の朝鮮出兵にまで触れたのには驚いた。それでは、元寇で先兵になったのはだれなのか」と批判した。さらに「国としての反省、清算は日韓基本条約で終了した」との認識を示し、「条約で終わったものを共同宣言という文書で謝罪すれば次の大統領でまた繰り返される可能性がある」と日韓共同宣言自体に反対した。
10月10日、金大統領夫妻は帰国した。
2001年4月3日、新しい歴史教科書をつくる会主導で編集された『新しい歴史教科書』『新しい公民教科書』が検定意見箇所の修正を経て、中学校の教科書検定に合格した。同年5月8日、韓国政府は、扶桑社の『新しい歴史教科書』に9つの問題があるとし、日朝関係史に関する25の主題についての修正を日本政府に要求した。再修正要求に日本側が事実上のゼロ回答をしたことを受け、同年7月18日、韓国議会は日韓共同宣言の破棄を韓国政府に求める全会一致の決議を行った

## 宣言内容

### 日韓関係
- 2002 FIFAワールドカップの成功に向けた両国国民の協力を支援し、この開催を契機として、文化及びスポーツ交流を一層活発に進めていく
- 在日韓国人が、日韓両国国民の相互交流・相互理解のための架け橋としての役割を担い得るとの認識に立ち、その地位の向上のため、引き続き両国間の協議を継続していく
- 中高生の交流事業の新設を始め政府間の留学生や青少年の交流プログラムの充実を図るとともに、両国の青少年を対象としてワーキング・ホリデー制度を1999年4月から導入する
- 金は、韓国において日本文化を開放していくとの方針を伝達
- 日韓逃亡犯罪人引渡条約の締結のための話し合いを開始するとともに、麻薬・覚せい剤対策を始めとする国際組織犯罪対策の分野での協力を一層強化する
- 首脳間のこれまでの緊密な相互訪問・協議を維持・強化し、定期的に行うとともに、外務大臣を始めとする各分野の閣僚級協議を更に強化していく

### 経済
- 二国間での経済政策協議をより強化するとともに、WTO、OECD、APEC等多国間の場での両国の政策協調を一層進めていくと意見が一致した
- 日本によるこれまでの金融、投資、技術移転等の多岐にわたる対韓国経済支援を評価する
- 小渕は韓国の経済困難の克服に向けた努力を引き続き支持する
- 両首脳は、財政投融資を適切に活用した韓国に対する日本輸出入銀行による融資について基本的合意に達したことを歓迎した

### 漁業問題
- 両首脳は、両国間の大きな懸案であった日韓漁業協定交渉が基本合意に達したことを心から歓迎するとともに、国連海洋法条約を基礎とした新たな漁業秩序の下で、漁業分野における両国の関係が円滑に進展することへの期待を表明した

### 国際
- 国際連合の役割が強化されるべきであり、これは安保理の機能強化、国連の事務局組織の効率化、安定的な財政基盤の確保、国連平和維持活動の強化、途上国の経済・社会開発への協力等を通じて実現できればいいと意見が一致した
- 軍縮及び不拡散の重要性、とりわけ、いかなる種類の大量破壊兵器であれ、その拡散が国際社会の平和と安全に対する脅威であることを強調するとともに、この分野における両国間の協力を一層強化する

### 北朝鮮有事
- 両首脳は、朝鮮半島の平和と安定のためには、北朝鮮が改革と開放を指向するとともに、対話を通じたより建設的な姿勢をとることが極めて重要であるとの認識を共有した（小渕は、金の融和的な対北朝鮮政策に対し支持を表明した）
- 両首脳は、1994年10月に米国と北朝鮮との間で署名された「合意された枠組み」及び朝鮮半島エネルギー開発機構（KEDO）を、北朝鮮の核計画の推進を阻むための最も現実的かつ効果的なメカニズムとして維持していくことの重要性を確認した
- 北朝鮮のミサイル開発が放置されれば、日本、韓国及び北東アジア地域全体の平和と安全に悪影響を及ぼすと意見が一致した
- 両首脳は、1992年2月に発効した南北間の和解と不可侵及び交流・協力に関する合意書の履行及び四者会合の順調な進展が望ましい

### 環境問題
- 地球環境問題に関し、とりわけ温室効果ガス排出抑制、酸性雨対策を始めとする諸問題への対応における協力を強化するために、日韓環境政策対話を進める